# Équilly
Équilly é uma comuna francesa na região administrativa da Normandia, no departamento Mancha. Estende-se por uma área de 5,52 km². Em 2010 a comuna tinha 204 habitantes (densidade: 37 hab./km²).